# Къща на Иван Шишманов
Къщата на Иван Шишманов се намира на улица „Шипка“ № 11 в район Оборище в София. В нея живеят проф. Иван Шишманов, съпругата му Лидия Шишманова и синът им дипломатът Димитър Шишманов.

## История
Лидия Шишманова създава в къщата един от първите софийски литературни салони, каквито са салоните на мадам дьо Стал и Жорж Санд във Франция и на руската княгиня Зинаида Волконска. В него се срещат българските интелектуалци. Основано е и първото музикално дружество в София и първото Дружество за закрила и развитие на изкуството. Сред гостите на семейство Шишманови са Иван Вазов, Алеко Константинов, Иван Радославов, Михаил Арнаудов, писатели, художници, актьори, оперни певци, музиканти, университетски преподаватели, както и чуждестранни учени и общественици. Домът е център на българо-украинските връзки. В тази къща израства и живее синът им Димитър Шишманов. След екзекуцията му на 1 февруари 1945 г. къщата е национализирана и в нея са настанявани предимно руски граждани, тъй като от другата страна на улицата е построен Домът на съветската наука и техника. През 1978 г. е обявена за архитектурно-строителен исторически паметник на културата с местно значение. От 1998 г. в нея се помещава ресторант.